# Terytorium państwowe

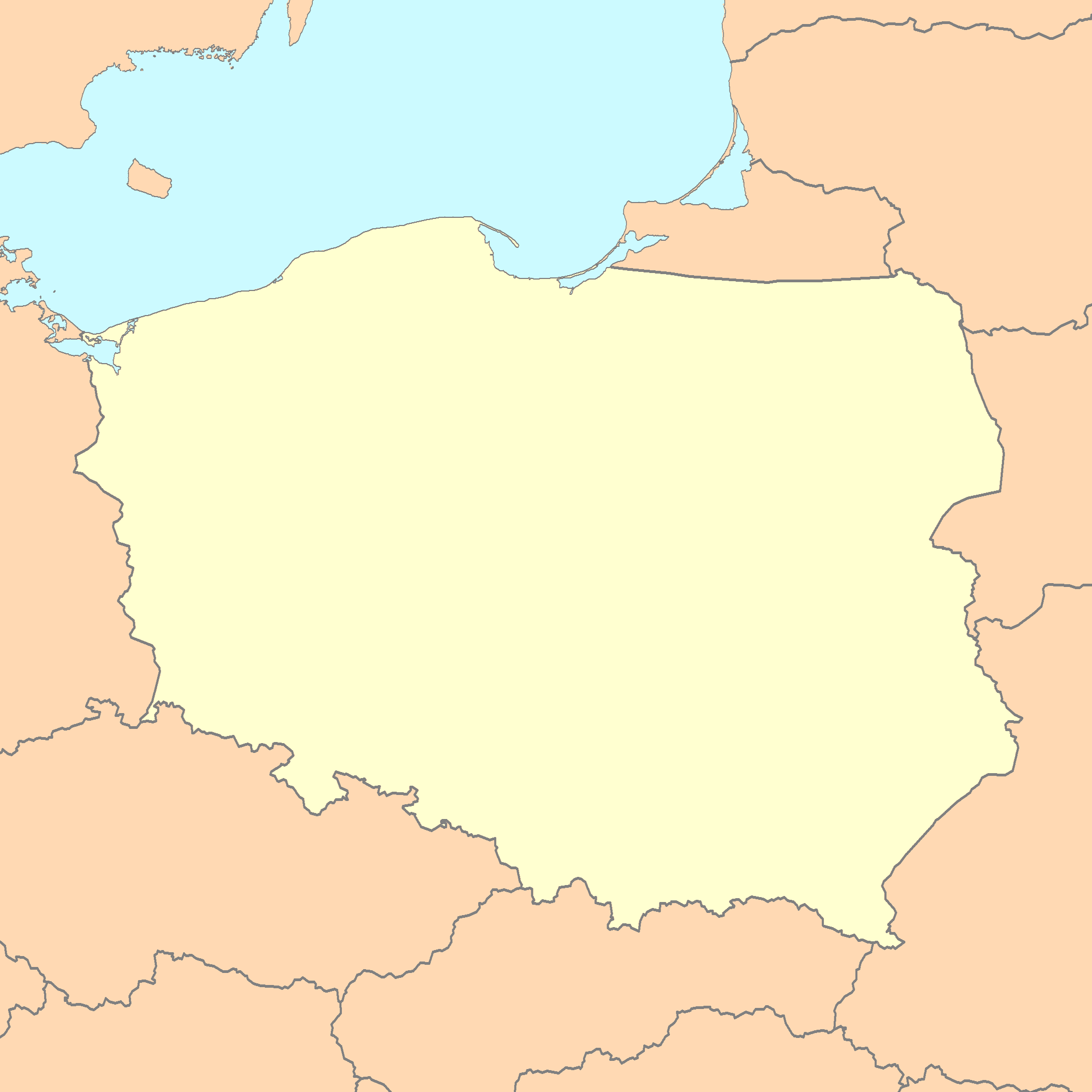
Terytorium państwowe Polski

Terytorium państwowe – część powierzchni Ziemi należąca do określonego państwa ograniczona granicą państwową. Terytorium obejmuje zarówno ląd (z wodami wewnętrznymi), jak i przybrzeżne wody terytorialne wraz z przestrzenią położoną pod powierzchnią i nad powierzchnią lądu i wody. W skład terytorium państwa mogą wchodzić także wyspy i enklawy lądowe. Nie stanowi natomiast terytorium państwowego pokład statku morskiego czy samolotu. Jednak zdarzenia, które mają tam miejsce, od strony prawnej traktuje się tak, jakby zaszły na terytorium danego państwa (tzn. podlegają one jego jurysdykcji).